# Rhaphuma bhutanica
Rhaphuma bhutanica  (лат.) — вид жуков подсемейства Настоящие усачи (Cerambycinae) родом из Бутана. Вид описан в статье австрийского церамбицидолога Каролуса Холцшу. В этой же статье размещена фотография экземпляра.